# Pura Maortua

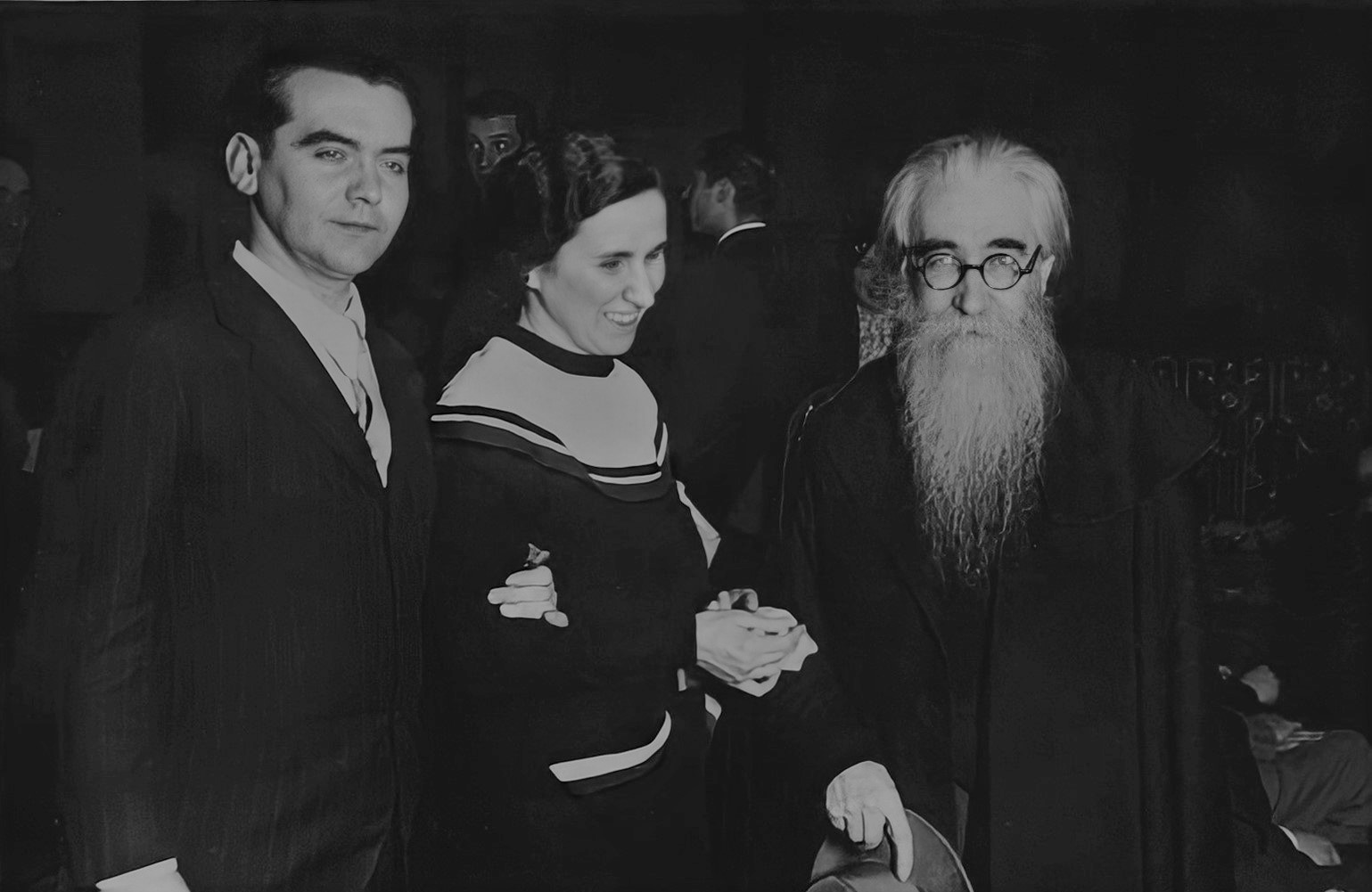
Pura Maórtua Lombera mit im Federico García Lorca (links) und Ramón María del Valle-Inclán bei der Premiere von Lorcas Yerma in Madrid, 1934

Pura Maortua Lombera, verheiratete Pura Ucelay (* 10. April 1883 in Limpias, Kantabrien; † 3. Dezember 1972 in Madrid) war eine spanische Theaterregisseurin.

## Leben
Maortua wurde in eine wohlhabende Familie hineingeboren. Ihre Mutter war Purificación Lombera, gebürtig aus Limpias, und ihr Vater Ramón Maortua, gebürtig aus Elorrio (Bizkaia), der in der Fett- und Seifenindustrie tätig war. Ihre Jugend verbrachte sie in Kantabrien, hielt sich aber zeitweise in Madrid bei ihrem Onkel José Gómez Ocaña, einem Professor für Physiologie an der Universität Complutense Madrid, auf. Er führte sie in die kulturelle Welt Madrids ein und begleitete sie auf ihren Reisen durch Spanien, Frankreich und Italien.
Nachdem der Heirat mit Enrique Ucelay ließ sich die Familie dauerhaft in Madrid nieder. Aus der Ehe gingen vier Töchter hervor, darunter Matilde Ucelay, die als erste Frau in Spanien einen Abschluss in Architektur erhielt und 2004 mit dem Premio Nacional de Arquitectura de España ausgezeichnet wurde, und Margarita Ucelay, die Philologin und Spezialistin für das Werk von García Lorca war.
Maortua war 1926 Gründungsmitglied des Lyceum Club Femenino, der in der Casa de las Siete Chimeneas Quartier bezog. Sie war dort für die Dekoration der Clubräume verantwortlich.
Eusebio de Gorbea Lemmi, der Ehemann von Elena Fortún, stellte in einem Artikel, der in der Zeitung La Libertad erschien, die renommiertesten Gründerinnen vor. Der Artikel schloss mit Fragen, die schließlich von mehreren von ihnen, darunter Maortua, beantwortet wurden. Sie gab dabei eine feministische Sicht für die Gründung:

„El nacimiento del lyceum club lo creo debido a la necesidad que sentía la mujer española de conquistar sus fueros y la consideración que le corresponde, como un ser humano de análoga capacidad, derechos y obligaciones que el hombre.“

„Die Gründung des Lyceum-Clubs geht auf das Bedürfnis der spanischen Frauen zurück, sich ihre Rechte und die ihnen zustehende Anerkennung als menschliche Wesen mit den gleichen Fähigkeiten, Rechten und Pflichten wie Männer zu erobern.“

Gemeinsam mit María de la O Lejárraga und María Rodrigo gründete sie im August 1931 die Asociación Femenina de Educación Cívica. Die Gründung der Cívica wurde von der Tribüne des Ateneo de Madrid und in den Zeitungen angekündigt. Sie nahm ihre Tätigkeit im März 1932 in den Räumen der Escuela Superior de Magisterio in Madrid auf und zog im Juni an einen eigenen Sitz um. Es handelte sich um eine Vereinigung, die sich an die Mittelschicht richtete und neben der Bereitstellung eines Treffpunkts und einer Plattform für soziale Aktionen auch die kulturelle Bildung zum Ziel hatte. Zu den Kursleiterinnen gehörten auch Clara Campoamor und María de Maeztu. Auch Maortuas Theaterensemble Anfístora ging aus der Cívica hervor. Ursprünglich sollte es Club Teatral de Cultura heißen, die gewählte Benennung geht auf eine Anregung von Federico García Lorca zurück.
Im Herbst 1932 bat sie García Lorca um die Erlaubnis, La zapatera prodigiosa aufzuführen. Der stimmte zu, wollte aber, dass die Wiederaufnahme mit der Uraufführung eines bisher zensierten Werks von ihm einherging. Dazu musste Maortua eines der beschlagnahmten Exemplare beschaffen. Das gelang, und am 5. April 1933 wurde im Teatro Español das Stück Amor de Don Perlimplín con Belisa en su jardín uraufgeführt, das 1928 fertiggestellt worden war und von der Diktatur Primo de Riveras wegen seines erotischen Inhalts verboten worden war. Gregorio Marañón verließ die Aufführung, empört über die Erotik und die männliche Schwäche der Hauptfigur. Der Karikaturist Santiago Ontañón und der Bühnenbildner Fontanals arbeiteten an der Inszenierung mit. Maortua selbst schuf die Kostüme.
Im Januar 1935 brachte Maortua eine Fassung von Peribáñez y el comendador de Ocaña zur Uraufführung, die sie zusammen mit García Lorca anlässlich des Todestages von Lope de Vega inszenierte. Das Stück war ein großer Erfolg, und obwohl es nach Protesten der professionellen Ensembles bei einer Bewerbung um einen von der Stadt Madrid verliehenen Preis für die beste Aufführung nicht berücksichtigt wurde, erhielt sie eine Förderung für eine weitere Inszenierung.
1935 erhielt sie von Ramón María del Valle-Inclán die Erlaubnis, die Groteske Los cuernos de don Friolera aufzuführen. Die Uraufführung war für Anfang 1936 geplant, wurde aber durch den Tod des Autors auf Wunsch seiner Witwe Josefina Blanco, die Maortua vom Lyceum Club her kannte, abgesagt. Valle-Inclán hatte in seinem letzten Willen hinterlassen, dass er Veranstaltungen im Umfeld seines Todes ablehnte, weil er befürchtete, dass sie für politische Zwecke genutzt werden könnten. Die Schauspieler rebellierten und verließen das Ensemble Anfístora, um das Stück mit dem Ensemble Nueva Escena unter der Leitung von Rafael Alberti und María Teresa León Goyri doch uraufzuführen.
Im Mai 1936 unternahm sie in Zusammenarbeit mit dem Autor García Lorca der ersten Versuch einer Inszenierung von Así que pasen cinco años, die jedoch aufgrund von Lorcas Ermordung nicht zustande kam. Laut dem Hispanisten Ian Keith Gibson Ritchie war es Lorca, der ihr auch vorgeschlagen hatte, die Premiere auf die Zeit nach Doña Rosita la soltera zu verschieben, das er für weniger schwer verständlich einschätzte. Maortuas maschinengeschriebenes Manuskript, das für die Proben verwendet wurde und Korrekturen in Lorcas eigener Handschrift enthält, ist erhalten geblieben.
Nach dem Krieg arbeitete sie mit Arturo Ruiz Castillo an den Kostümen für einige seiner Filme. Im Teatro Nacional de Cámara y Ensayo führte sie Regie zu Eugene O’Neills Desire Under the Elms (im Spanischen Deseo bajo los olmos). In seinen letzten Lebensjahren litt sie an einer Krankheit, die sie am Lesen hinderte. Sie starb am 3. Dezember 1972 im Alter von 89 Jahren.